# Kapitulské bralá
Kapitulské bralá je přírodní památka v oblasti Štiavnické vrchy.
Nachází se v katastrálním území obce Lehôtka pod Brehmi v okrese Žiar nad Hronom v Banskobystrickém kraji. Území bylo vyhlášeno či novelizováno v roce 1993 na rozloze 36,9900 ha. Ochranné pásmo nebylo stanoveno.
Přírodní památka byla vyhlášena na ochranu vzácného geologického fenoménu, poukazujícím na nedokonalou tekutost ryolitových láv. Výjimečný produkt neogenních vulkanismů s pestrými skalními a lesostepnímio biocenózami. Útvar je výraznou krajinnou dominantou ve vstupním údolí do CHKO Štiavnické vrchy.
Kapitulské bradlá jsou dobře přístupné po silnici 2498, která vede údolím potoka Teplá a spojuje Lehotku pod Brehmi a Sklené Teplice.  Po cestě z Lhotky jsou bradla na půli cesty do Teplic na levé straně. Na začátku doliny je další přírodní rezervace Szabóova skala. 